# Senna Agius
Senna Agius (Liverpool, Sídney, 9 de junio de 2005) es un piloto de motociclismo australiano que participa en la categoría de Moto2 con el equipo Liqui Moly Husqvarna Intact GP.

## Biografía
Nacido en 2005, Senna Agius comenzaría su carrera sobre dos ruedas en dirt track y motocross antes de pasarse a las carreras de velocidad.
En 2022, Agius participó en el proyecto del FIM Moto2 European Championship del equipo Promoracing. Agius conseguiría dos victorias en Cataluña  y seis podios en total, lo que le valdría para ser segundo en la clasificación general por detrás de Lukas Tulovic. En esta temporada además hizo su debut en el Campeonato del Mundo de Moto2 reemplazando al británico Sam Lowes en las filas del Elf Marc VDS Racing Team, disputó los grandes premios de Austria, San Marino y Aragón, además de la última ronda de la temporada en Valencia en donde sumó sus primeros puntos en el campeonato.
En 2023, Agius pasaría al Intact GP y marcaría un ritmo endiablado desde el inicio de la temporada. El australiano ganó ocho de las 11 carreras de la temporada y se hizo con el título del FIM Moto2 European Championship por 67 puntos de ventaja. En esta temporada también disputó varias carreras del mundial reemplazando a los dos pilotos del equipo, disputó los grandes premios de España, Francia, Cataluña y San Marino reemplazando a Darryn Binder y el gran premio de Japón reemplazando a Lukas Tulovic.
En 2024, Agius dio el salto al Campeonato del Mundo de Moto2 en las filas de su actual equipo, el Liqui Moly Husqvarna Intact GP haciendo dupla con el sudafricano Darryn Binder.

## Resultados

### FIM Moto2 European Championship
(Carreras en negrita indica pole position, carreras en cursiva indica vuelta rápida)
| Temp. | Moto  | 1     | 2     | 3       | 4     | 5     | 6     | 7       | 8     | 9     | 10    | 11    | Pos. | Pts. |
| ----- | ----- | ----- | ----- | ------- | ----- | ----- | ----- | ------- | ----- | ----- | ----- | ----- | ---- | ---- |
| 2022  | Kalex | EST 2 | EST 2 | VAL Ret | CAT 1 | CAT 1 | JER 3 | POR Ret | POR 2 | ARA 2 | ARA 2 | VAL 3 | 2.º  | 182  |
| 2023  | Kalex | EST 1 | EST 1 | VAL 1   | JER 3 | POR 1 | POR 1 | CAT     | CAT   | ARA 1 | ARA 1 | VAL 1 | 1.º  | 216  |

### Campeonato del mundo de motociclismo
Sistema de puntuación de 1993 hasta 2022:
| Posición | 1.º | 2.º | 3.º | 4.º | 5.º | 6.º | 7.º | 8.º | 9.º | 10.º | 11.º | 12.º | 13.º | 14.º | 15.º |
| Puntos   | 25  | 20  | 16  | 13  | 11  | 10  | 9   | 8   | 7   | 6    | 5    | 4    | 3    | 2    | 1    |

#### Por categoría
| Cat.  | Temporadas    | 1.er Gran Premio | 1.er Podio     | 1.ª Victoria      | Carreras | Victorias | Podios | Poles | V.Ráp. | Pts. | CM |
| ----- | ------------- | ---------------- | -------------- | ----------------- | -------- | --------- | ------ | ----- | ------ | ---- | -- |
| Moto2 | 2022-presente | Austria 2022     | Australia 2024 | Gran Bretaña 2025 | 36       | 1         | 4      | 0     | 0      | 138  | 0  |
| Total | 2022–Presente | 2022–Presente    | 2022–Presente  | 2022–Presente     | 36       | 1         | 4      | 0     | 0      | 138  | 0  |

#### Por temporada
| Temp. | Cat.  | Moto  | Equipo                         | Carreras | Victorias | Podios | Poles | V.Ráp. | Pts. | Pos  |
| ----- | ----- | ----- | ------------------------------ | -------- | --------- | ------ | ----- | ------ | ---- | ---- |
| 2022  | Moto2 | Kalex | Elf Marc VDS Racing Team       | 4        | 0         | 0      | 0     | 0      | 7    | 26.º |
| 2023  | Moto2 | Kalex | Liqui Moly Husqvarna Intact GP | 5        | 0         | 0      | 0     | 0      | 0    | 36.º |
| 2024  | Moto2 | Kalex | Liqui Moly Husqvarna Intact GP | 20       | 0         | 1      | 0     | 0      | 66   | 18.º |
| 2025  | Moto2 | Kalex | Liqui Moly Husqvarna Intact GP |          |           |        |       |        | *    | *    |
| Total | Total | Total | Total                          | 36       | 1         | 4      | 0     | 0      | 138  |      |

- * Temporada en curso.

#### Carreras por año
| Año  | Cat.  | Moto  | 1      | 2      | 3      | 4       | 5      | 6      | 7      | 8      | 9      | 10     | 11      | 12      | 13      | 14      | 15      | 16     | 17    | 18      | 19      | 20     | 21  | 22  | Pos. | Pts. |
| ---- | ----- | ----- | ------ | ------ | ------ | ------- | ------ | ------ | ------ | ------ | ------ | ------ | ------- | ------- | ------- | ------- | ------- | ------ | ----- | ------- | ------- | ------ | --- | --- | ---- | ---- |
| 2022 | Moto2 | Kalex | QAT    | INA    | ARG    | AME     | POR    | SPA    | FRA    | ITA    | CAT    | GER    | NED     | GBR     | AUT 17  | RSM Ret | ARA 16  | JPN    | THA   | AUS     | MAL     | VAL 9  |     |     | 26.º | 7    |
| 2023 | Moto2 | Kalex | POR    | ARG    | AME    | SPA 21  | FRA 19 | ITA    | GER    | NED    | GBR    | AUT    | CAT Ret | RSM Ret | IND     | JPN 21  | INA     | AUS    | THA   | MAL     | QAT     | VAL    |     |     | 36.º | 0    |
| 2024 | Moto2 | Kalex | QAT 17 | POR 14 | AME 17 | SPA Ret | FRA 13 | CAT 5  | ITA 17 | NED 11 | GER 11 | GBR 10 | AUT 15  | ARA 16  | RSM 11  | ERM 7   | INA Ret | JPN 20 | AUS 3 | THA Ret | MAL Ret | SLD 12 |     |     | 18.º | 67   |
| 2025 | Moto2 | Kalex | THA 3  | ARG 13 | AME 23 | QAT 14  | SPA 3  | FRA 14 | GBR 1  | ARA 4  | ITA 13 | NED 9  | GER 11  | CZE 15  | AUT Ret | HUN     | CAT     | RSM    | JPN   | INA     | AUS     | MAL    | POR | VAL | 9.º  | 93   |

| Color     | Resultado                                                               |
| --------- | ----------------------------------------------------------------------- |
| Oro       | Ganador                                                                 |
| Plata     | 2.ª plaza                                                               |
| Bronce    | 3.ª plaza                                                               |
| Verde     | Finalizó en los puntos                                                  |
| Azul      | Finalizó sin puntos                                                     |
| Azul      | NC - No clasificado                                                     |
| Violeta   | Ret - No terminó (Carrera)                                              |
| Rojo      | DNQ - No se clasificó                                                   |
| Negro     | DSQ - Descalificado                                                     |
| Blanco    | DNS - No empezó (carrera)                                               |
| Blanco    | WD - Retirado (fin de semana)                                           |
| Blanco    | C - Carrera cancelada                                                   |
| Sin color | DNP - Inscrito pero no participó                                        |
| Sin color | INJ - Lesionado                                                         |
| Sin color | EX - Excluido                                                           |
| Estado    | Resultado                                                               |
| Negrita   | Pole position                                                           |
| Cursiva   | Vuelta rápida                                                           |
| †         | Abandona, pero clasifica al completar el porcentaje requerido para ello |